# Strelna
Strelna (en ruso: Стре́льна) es un emplazamiento histórico situado aproximadamente a mitad de camino entre San Petersburgo y Peterhof, Rusia, desde donde domina la costa del golfo de Finlandia. Administrativamente es una entidad municipal bajo jurisdicción del Distrito de Petrodvortsovy dentro de San Petersburgo. Según el censo ruso de 2002, tiene una población de 12.751 habitantes.
El conjunto de Palacio Konstantínovski, así como su centro histórico de Strelna, forman parte, con el código 540-014, del lugar Patrimonio de la Humanidad llamado «Centro histórico de San Petersburgo y conjuntos monumentales anexos».

## El palacio de Pedro I

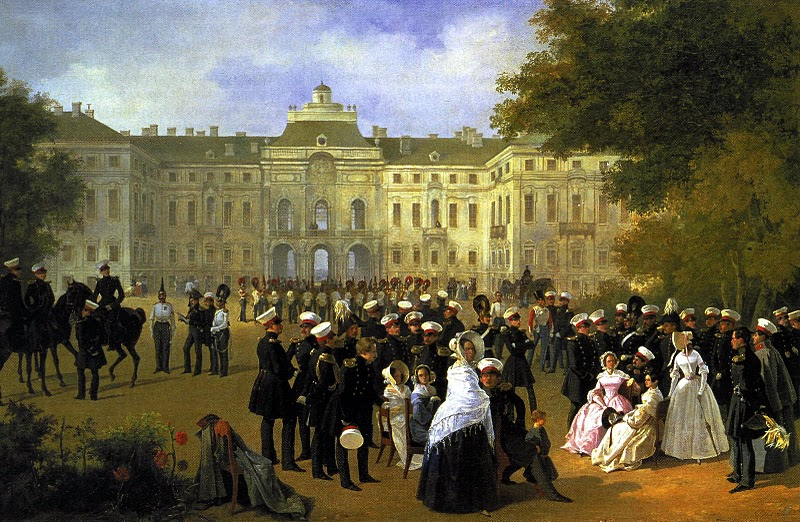
Palacio de Constantino en una pintura del.

Strelna es famosa por albergar el palacio Konstantínovski, un palacio barroco que empezó a construirse en 1720 por orden de Pedro I el Grande y que sirve actualmente como residencia del presidente de Rusia en su estancia en la ciudad.